# District de Thatta
Le district de Thatta (en ourdou : ضِلع ٹهٹہ) est une subdivision administrative du sud de la province du Sind au Pakistan. Il est constitué autour de sa capitale Thatta.
Peu peuplé, le district est principalement rural et compte près d'un million d'habitants en 2017. La population, qui parle essentiellement sindhi, vit surtout de l'agriculture. Il contient un important patrimoine historique de par son riche passé. C'est un fief du Parti du peuple pakistanais.

## Histoire

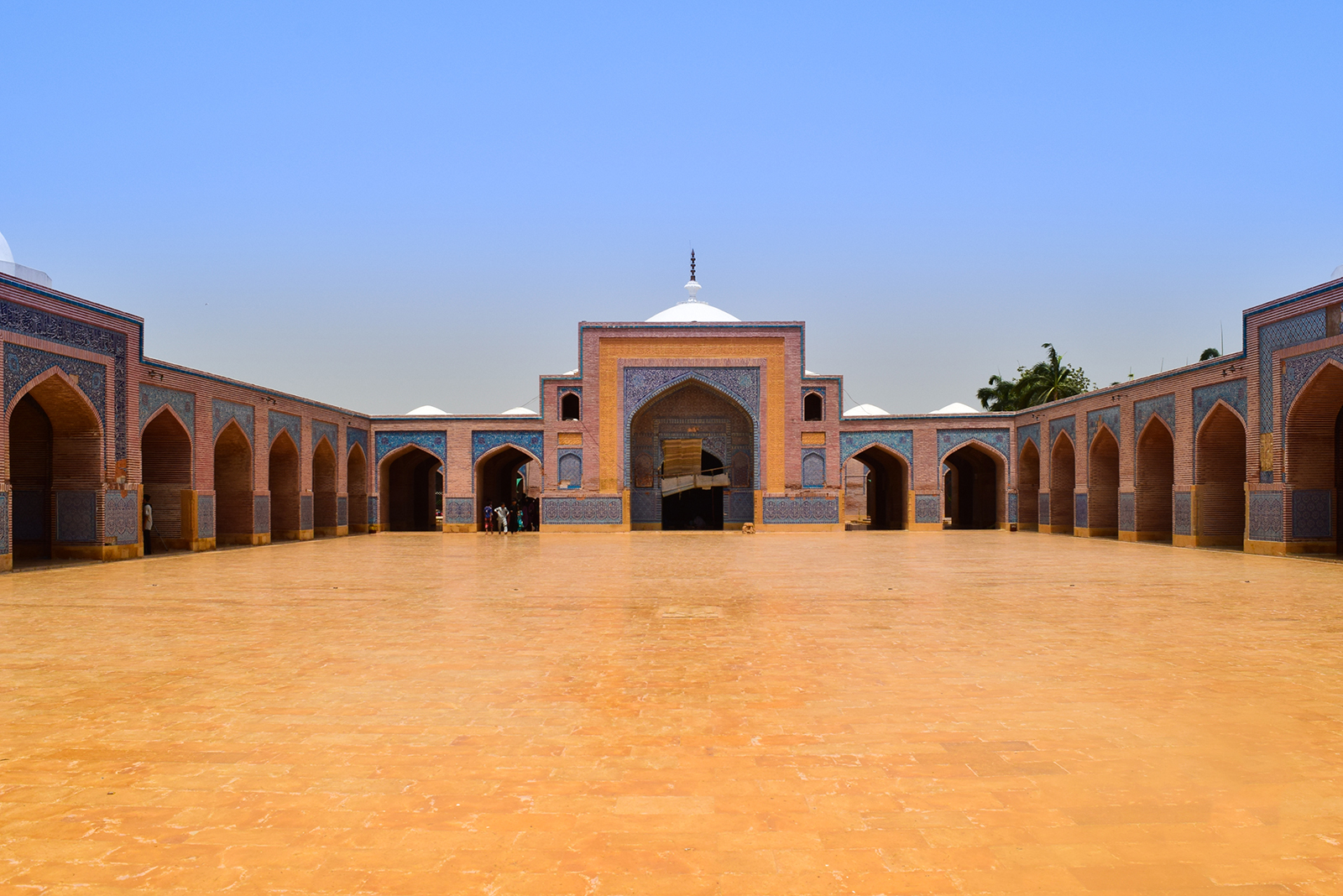
La mosquée Shah Jahan de Thatta.

La région de Thatta a été sous la domination de diverses puissances au cours de l'histoire, notamment le Sultanat de Delhi puis l'Empire moghol. Il est intégré au Raj britannique en 1858, puis la population majoritairement musulmane a soutenu la création du Pakistan en 1947.
Thatta est un lieu riche d'un fort patrimoine historique. Au XIVe siècle, la ville a notamment été la capitale du Bas-Sind et donc un centre politique et économique important. On trouve de nombreux vestiges de cette période, notamment les mosquées Jama, Shahjehani et Badshahi, construites par Shâh Jahân de 1647 à 1649, ainsi que la nécropole de Makli. La ville a toutefois depuis largement décliné dans son importance régionale.
Le 14 octobre 2013, le district de Thatta perd plus de la moitié de sa superficie quand le district de Sujawal est créé à partir du tehsil du même nom. L'Indus marque la nouvelle frontière entre ces deux districts.

## Démographie

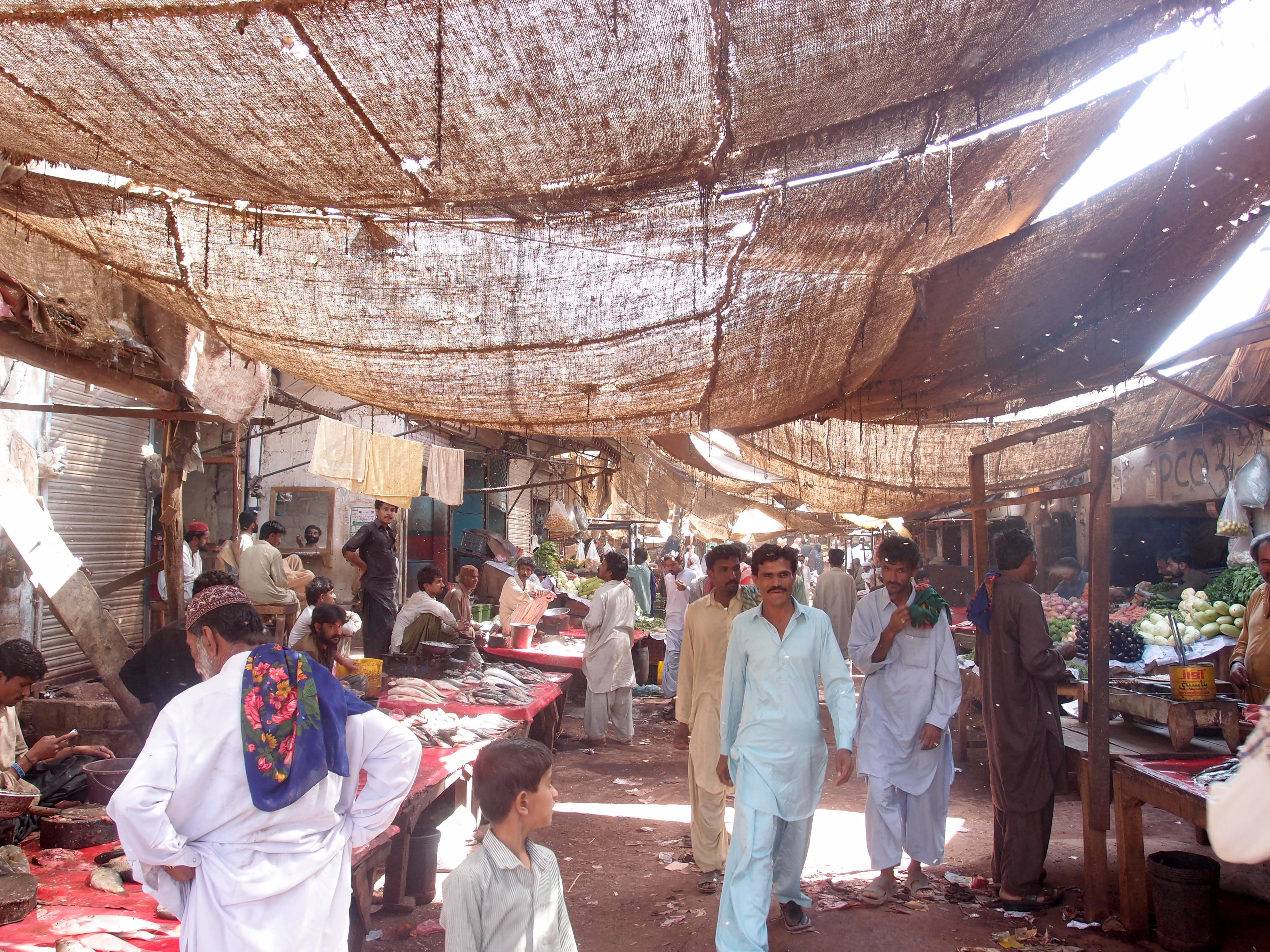
Le marché de Thatta.

Lors du recensement de 1998, la population du district a été évaluée à 589 341 personnes, dont environ 11 % d'urbains. Le taux d'alphabétisation était de 22 % environ, inférieur aux moyennes nationale et provinciale de 44 % et 45 % respectivement. Il se situe à 32 % pour les hommes et 11 % pour les femmes, soit un différentiel de 21 points, semblable aux 20 points de la province du Sind.
Le recensement suivant mené en 2017 pointe une population de 979 817 habitants, soit une croissance annuelle de 2,6 %, un peu supérieure aux moyennes nationale et provinciale de 2,4 %. Le taux d'urbanisation augmente un peu pour s'établir à 18 %.
La langue la plus parlée du district est le sindhi, pour près de 93 % des habitants, selon le recensement de 1998. On trouve de petites minorités parlant pendjabi (2 %), baloutche (1,5 %) et pachto (1,2 %). Le district est musulman à 94 % et compte une minorité hindoue d'environ 5 % en 1998.

## Administration

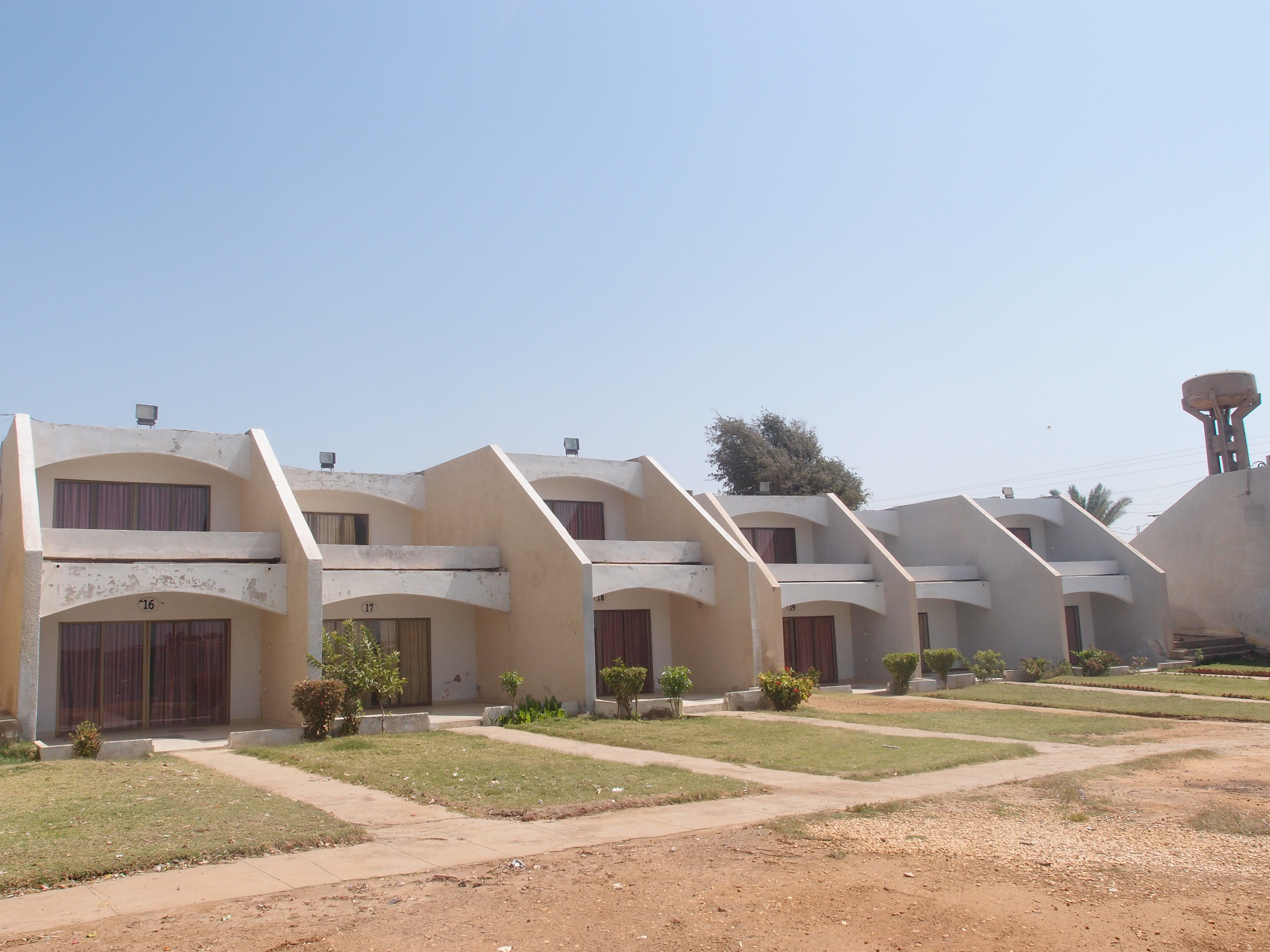
Habitations près du lac Keenjhar.

Le district est divisé en quatre tehsils (ou talukas) ainsi que 40 Union Councils.
| Tehsil       | Population (rec. 2017) |
| ------------ | ---------------------- |
| Ghorabar     | 477 357                |
| Keti Bunder  | 348 702                |
| Mirpur Sakro | 413 913                |
| Thatta       | 372 875                |

Seules trois villes du district dépassent les 20 000 habitants. La plus importante est la capitale, Thatta. C'est une petite ville à l'échelle du Sind. Elle rassemble près de 6 % des habitants du district et 31 % de sa population urbaine.
| Ville  | Population (rec. 2017) |
| ------ | ---------------------- |
| Thatta | 54 697                 |
| Makli  | 47 136                 |
| Gharo  | 36 426                 |

## Économie et éducation

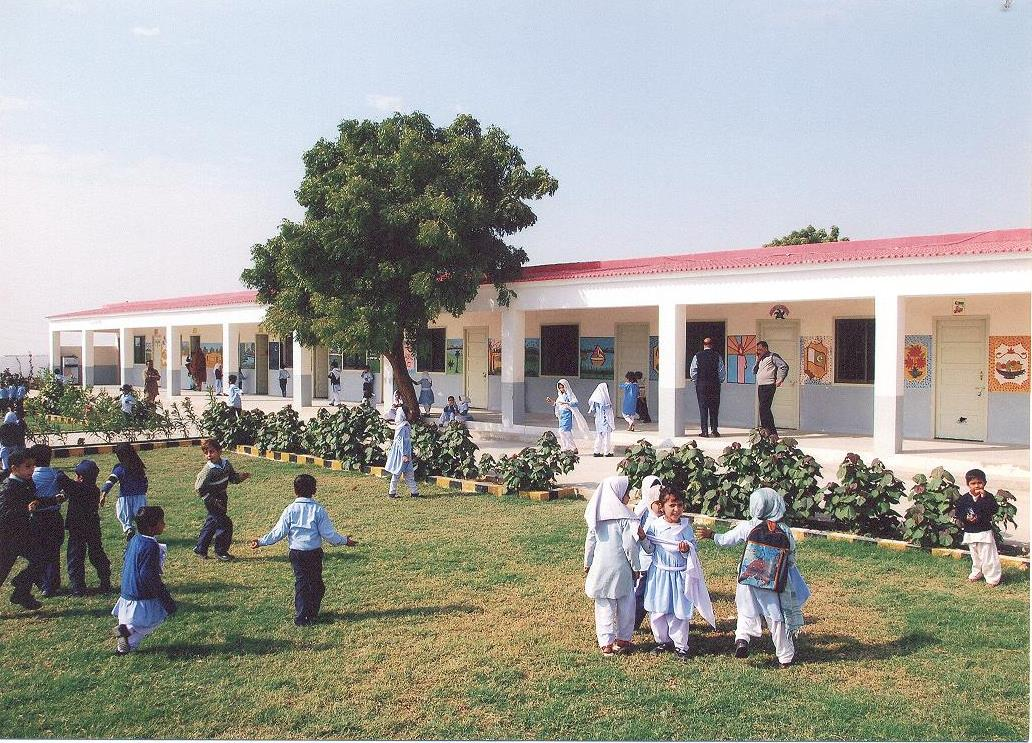
École de Dhabeji, dans le district.

Le district de Thatta est essentiellement rural et pauvre. Les habitants vivent surtout d'une agriculture rendue difficile par l'aridité. Le district est de plus éloigné des grands centres et axes de communication, alors qu'aucune voie de chemin de fer n'y passe. La capitale Thatta est en revanche desservie par la route nationale no 5.
Selon un classement national sur la qualité de l'éducation, le district se trouve en dessous de la médiane du pays, avec une note de 51 sur 100 et une égalité entre filles et garçons de 68 %. Il est classé 96e sur 141 districts au niveau des résultats scolaires et 110e sur 155 au niveau de la qualité des infrastructures des établissements du primaire.

## Politique
Le district est représenté par les cinq circonscriptions no 84 à 88 à l'Assemblée provinciale du Sind. Lors des élections législatives de 2008, elles sont toutes remportées par trois candidats du Parti du peuple pakistanais (PPP) et deux de la Ligue musulmane du Pakistan (Q), et durant les élections législatives de 2013, par un candidat du Parti du peuple pakistanais et quatre indépendants. À l'Assemblée nationale, il est représenté par les deux circonscriptions no 237 et 238. Lors des élections législatives de 2008, elles ont été remportées respectivement par un candidat du PPP et un de la Ligue musulmane du Pakistan (Q), et durant les élections législatives de 2013, respectivement par un candidat du PPP et un indépendant.
À la suite de la réforme électorale de 2018, le district est représenté par la circonscription no 232 à l'Assemblée nationale ainsi que les trois circonscriptions no 77 à 79 de l'Assemblée provinciale. Lors des élections législatives de 2018, elles sont toutes remportées par des candidats du PPP.
| Parti                                      | Voix (national) | %       | Élus nationaux | Élus provinciaux |
| ------------------------------------------ | --------------- | ------- | -------------- | ---------------- |
| Parti du peuple pakistanais                | 152 700         | 83,67 % | 1              | 3                |
| Mouvement du Pakistan pour la justice      | 18 914          | 10,65 % | 0              | 0                |
| Ligue musulmane du Pakistan (N)            | 2 723           | 1,49 %  | 0              | 0                |
| Indépendants                               | 8 171           | 4,48 %  | 0              | 0                |
| Total exprimés (participation : 43,41 %)   | 182 508         | 100 %   | 1              | 3                |
| Source : Commission électorale du Pakistan |                 |         |                |                  |